# Deveronvale F.C.
Deveronvale Football Club là một câu lạc bộ bóng đá hiện đang thi đấu tại Highland Football League ở Scotland. Đội bóng được thành lập năm 1938 và chơi trên sân nhà Princess Royal Park ở thị trấn Banff, (trước đây là Banffshire, nay là Aberdeenshire), Scotland. Thời điểm năm 1938 là  lúc Deveron Valley và Banff Rovers hợp nhất với nhau. Tên của họ có nguồn gốc từ Sông Deveron, có lòng sông ở Banff. Sau khi được thành lập thì 1 năm sau đó họ gia nhập Highland league. Tháng 8 năm 1939, Deveronvale thi đấu trận đầu tiên., có trận thắng đầu tiên một tháng sau đó. Vì họ là một đội chuyên nghiệp nên được phép tham gia Scottish Cup. Mùa giải 2006–07, Deveronvale vào đến vòng 4 của Scottish Cup sau trận thua 5–4 với đội bóng Third Division Elgin City, trước khi bị loại ở sân nhà trước đội tại First Division Partick Thistle.
Lần đầu tiên ở mùa giải 2011–12, Deveronvale tham dự Scottish Challenge Cup,.

## Đội hình hiện tại
Ghi chú: Quốc kỳ chỉ đội tuyển quốc gia được xác định rõ trong điều lệ tư cách FIFA. Các cầu thủ có thể giữ hơn một quốc tịch ngoài FIFA.
| Số | VT | Quốc gia | Cầu thủ         |
| -- | -- | -------- | --------------- |
| —  | TM | Scotland | Grant Pennet    |
| —  | TM | Scotland | James Blanchard |
| —  | HV | Scotland | Scott Fraser    |
| —  | HV | Scotland | Connor Rennie   |
| —  | HV | Scotland | Kieran Heads    |
| —  | HV | Scotland | Kyle Rae        |
| —  | HV | Scotland | Ross Aitken     |
| —  | HV | Scotland | Craig Simpson   |
| —  | HV | Ba Lan   | Lukas Krobot    |
| —  | HV | Scotland | Zander Jack     |
| —  | HV | Scotland | Kevin Adams     |
| —  | TV | Scotland | Liam Archibald  |

| Số | VT | Quốc gia | Cầu thủ             |
| -- | -- | -------- | ------------------- |
| —  | TV | Scotland | Craig Cowie         |
| —  | TV | Scotland | Graeme Watt         |
| —  | TV | Scotland | Chris Blackhall     |
| —  | TV | Scotland | Sean Keith          |
| —  | TV | Scotland | Kevin Soutar        |
| —  | TV | Scotland | Bradley Manson      |
| —  | TV | Scotland | Greg Buchan         |
| —  | TĐ | Scotland | Liam Forbes         |
| —  | TĐ | Scotland | Martin Charlesworth |
| —  | TĐ | Scotland | Gary Harris         |
| —  | TĐ | Scotland | Paul Millar         |
| —  | TĐ | Scotland | Nathan Ross         |

## Danh hiệu
- Highland Football League
  - Vô địch: 2002–03, 2005–06
- Aberdeenshire Cup
  - Vô địch: 1947–48, 1950–51, 1951–52, 1961–62, 1965–66, 2000–01, 2006–07, 2011 –12
- Scottish Qualifying Cup
  - Vô địch: 1950–51, 2001–02
- Bells Cup
  - Vô địch: 1978–79
- Aberdeenshire Shield
  - Vô địch: 1994–95, 2002–03

## Cầu thủ nổi tiếng
Princess Royal Park làm trung gian giúp cho Jim Leighton và Eddie Wolecki đến chơi ở Aberdeen và Dundee United. Cũng như Des Bremner khởi nghiệp tại Deveronvale trước khi đến Hibernian, Aston Villa, (nơi anh vô địch Premier League 1 lần và vô địch European Cup) và Birmingham City.

## Vua phá lưới
| Mùa giải | Cầu thủ                     | Số bàn thắng |
| -------- | --------------------------- | ------------ |
| 2011–12  | Mike McKenzie               | 20           |
| 2010–11  | Michele Lombardi            | 16           |
| 2009–10  | Mike McKenzie               | 16           |
| 2008–09  | Mark Chisholm               | 18           |
| 2007–08  | Mark Chisholm               | 32           |
| 2006–07  | Michael Ewen                | 21           |
| 2005–06  | Mark Smith                  | 16           |
| 2004–05  | Jamie Watt                  | 21           |
| 2003–04  | Barrie Stephen              | 21           |
| 2002–03  | Ian Murray                  | 49           |
| 2001–02  | Jamie Watt                  | 34           |
| 2000–01  | Jamie Watt                  | 20           |
| 1999–00  | Graeme Cadger               | 18           |
| 1998–99  | Charlie Rowley              | 12           |
| 1997–98  | Paul Douglas                | 20           |
| 1996–97  | Kevin Christie              | 10           |
| 1995–96  | Eddie Wolecki               | 19           |
| 1994–95  | Kevin Bremner               | 17           |
| 1993–94  | Billy Sutherland            | 20           |
| 1992–93  | Eddie Wolecki               | 22           |
| 1991–92  | James Pirie / Steve McBeath | 9            |
| 1990–91  | Paul Stenhouse              | 16           |
| 1989–90  | Gary MacDonald              | 13           |
| 1988–89  | Graeme Nicol                | 9            |
| 1987–88  | Neil Morrison               | 18           |
| 1986–87  | Gary MacDonald              | 10           |
| 1985–86  | Gary MacDonald              | 13           |
| 1984–85  | Allan Forbes                | 14           |
| 1983–84  | James Pirie                 | 19           |
| 1982–83  | Bobby Livingstone           | 9            |
| 1981–82  | Gary Loch                   | 23           |
| 1980–81  | Gary Craig                  | 16           |
| 1979–80  | Grant Smith / Steve Cowan   | 9            |
| 1978–79  | Kevin Bremner               | 27           |
| 1977–78  | Grant Smith                 | 13           |
| 1976–77  | Allan Forbes                | 9            |
| 1975–76  | Norrie McBain               | 9            |
| 1974–75  | Norrie McBain               | 24           |